# 道の駅鹿北
道の駅鹿北（みちのえき かほく）は、熊本県山鹿市鹿北町岩野にある国道3号の道の駅である。愛称は小栗郷（おぐりごう）で、山鹿市では道の駅小栗郷が正式名称として条例で定められている。

## 施設
- 駐車場
  - 普通車：110台
  - 大型車：19台
  - 身障者用：4台
- トイレ
  - 男：大 4器（2器）、小 10器（5器）
  - 女：8器（4器）
  - 身障者用：3器（1器）

※（）内は、24時間利用可能
- 公衆電話
- 公衆FAX
- 食堂「小栗茶屋」（10:00 - 19:00）
- 物産館「小栗館」
- 観光案内所
- 会議室（有料）[1]
- 多目的ホール（有料）[1]
- 公園「木遊館」（10:00 - 16:00）

## アクセス
- 国道3号 - 登録路線
- 国道325号（国道3号の重複区間）

路線バス

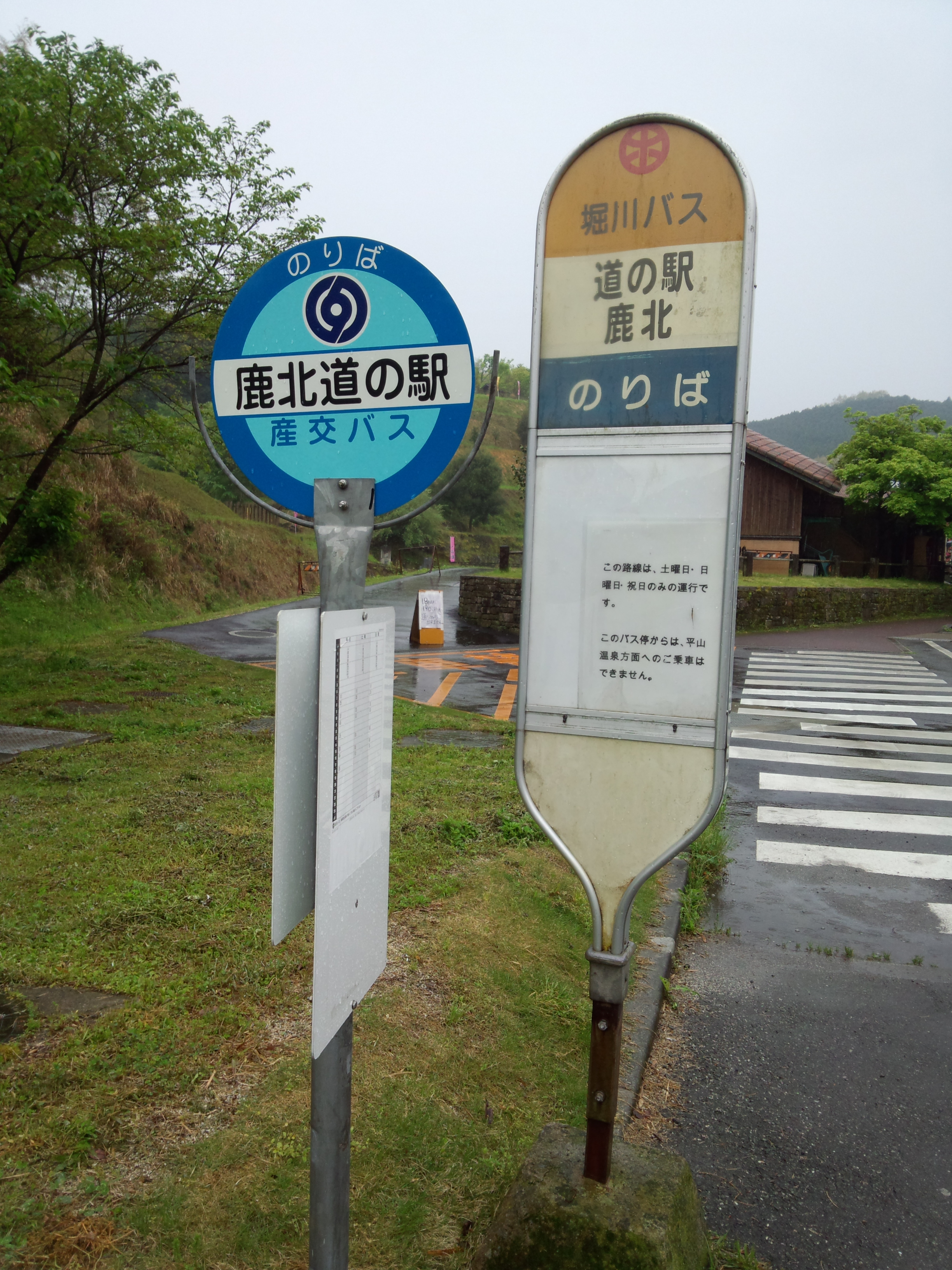
産交・堀川のバス停

- 山鹿市あいのりタクシー : 山鹿バスセンター行き（日曜・年末年始運休、左記以外の祝日は運行）

## 休館日
- 第2・4木曜日（祝日の場合、翌日）[1]
- 年末年始（12月31日 - 1月4日）[1]

## 鹿北町アートプロジェクト
道の駅の後背地に設けられたランドアート。1998年（平成10年）に鹿北町アート・プロジェクト・コンペティションとしてコンペが実施され、268点の作品の中から山田良+山田綾子の案が選ばれた。くまもとアートポリス参加プロジェクトである。約1億円をかけて2000年11月から2001年3月にかけて建設された。同作品は2002年に、施工主と建築家の優れたコラボレーションに与えられるイタリアの建築賞デダロ・ミノス賞のトレンド特別賞を受賞した。　

### 建築概要
- 施工主 : 鹿北町
- 設計 : 山田良+山田綾子
- 建設 : 小川建設
- 竣工 : 2001年
- 用途 : 公園
- 敷地面積 : 11,000m2
- 延床面積 : 670m2
- 構造 : 木造

## 周辺
- 瞑想の森公園
- 岳間渓谷